# 小川博司 (社会学者)
小川 博司（おがわ ひろし、1952年 - ）は、日本の社会学者、関西大学社会学部名誉教授。専門は、メディア文化論、音楽社会学。
「ノリ」をキーワードとした社会学的観点からのポピュラー音楽の分析などとともに、広告やクイズ番組といった広くテレビ文化に関する研究も行っている。

## 来歴
1975年、埼玉大学教養学部教養学科（現代社会学コース）卒業。1979年、東京大学大学院社会学研究科修士課程修了、社会学修士。
1986年、桃山学院大学社会学部助教授となり、1995年に教授を経て、1996年関西大学社会学部教授。2012年10月より、社会学部長を務めた。2022年関西大学社会学部名誉教授。
この間、日本ポピュラー音楽学会会長（1994年 - 1996年、2000年 - 2002年、2016年 - 2018年 ）、日本BGM協会理事（1997年 - ）などを歴任している。

## 著書

### 単著
- 音楽する社会、勁草書房、1988年
- メディア時代の音楽と社会、音楽之友社、1993年

### 共編著
- 波の記譜法～環境音楽とはなにか、共編著者：庄野泰子・田中直子・鳥越けい子、時事通信社、1986年
- クイズ文化の社会学、共編著者：石田佐恵子、世界思想社、2003年

### 共著
- 消費社会の広告と音楽、共著者：林進・吉井篤子、有斐閣、1984年
- メディア時代の広告と音楽、共著者：小田原聡・粟谷佳司・小泉恭子・葉口英子・増田聡、新曜社、2005年